# Табачный пузырёк

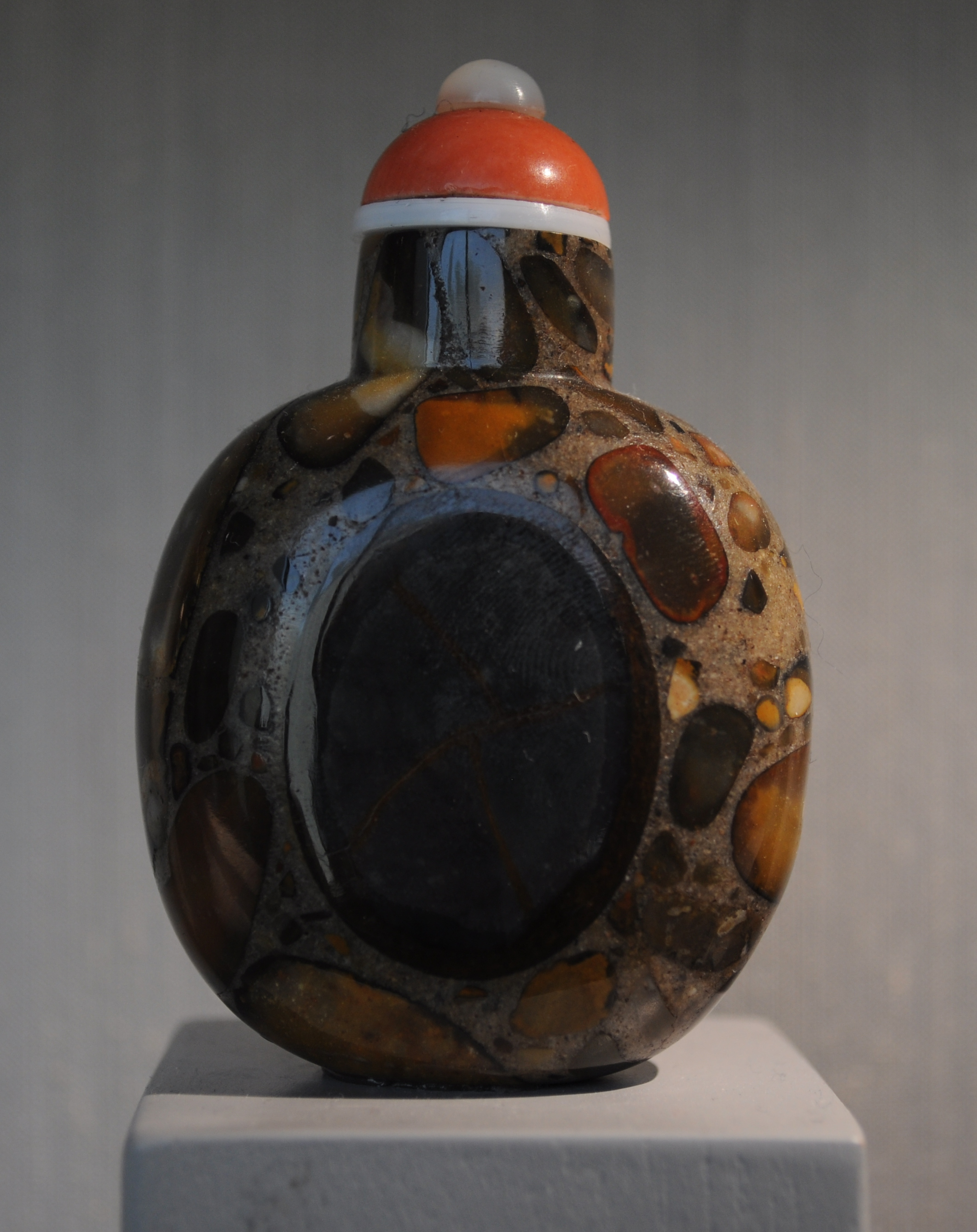
Каменный табачный флакончик, Музей азиатского искусства, Даллас, Техас

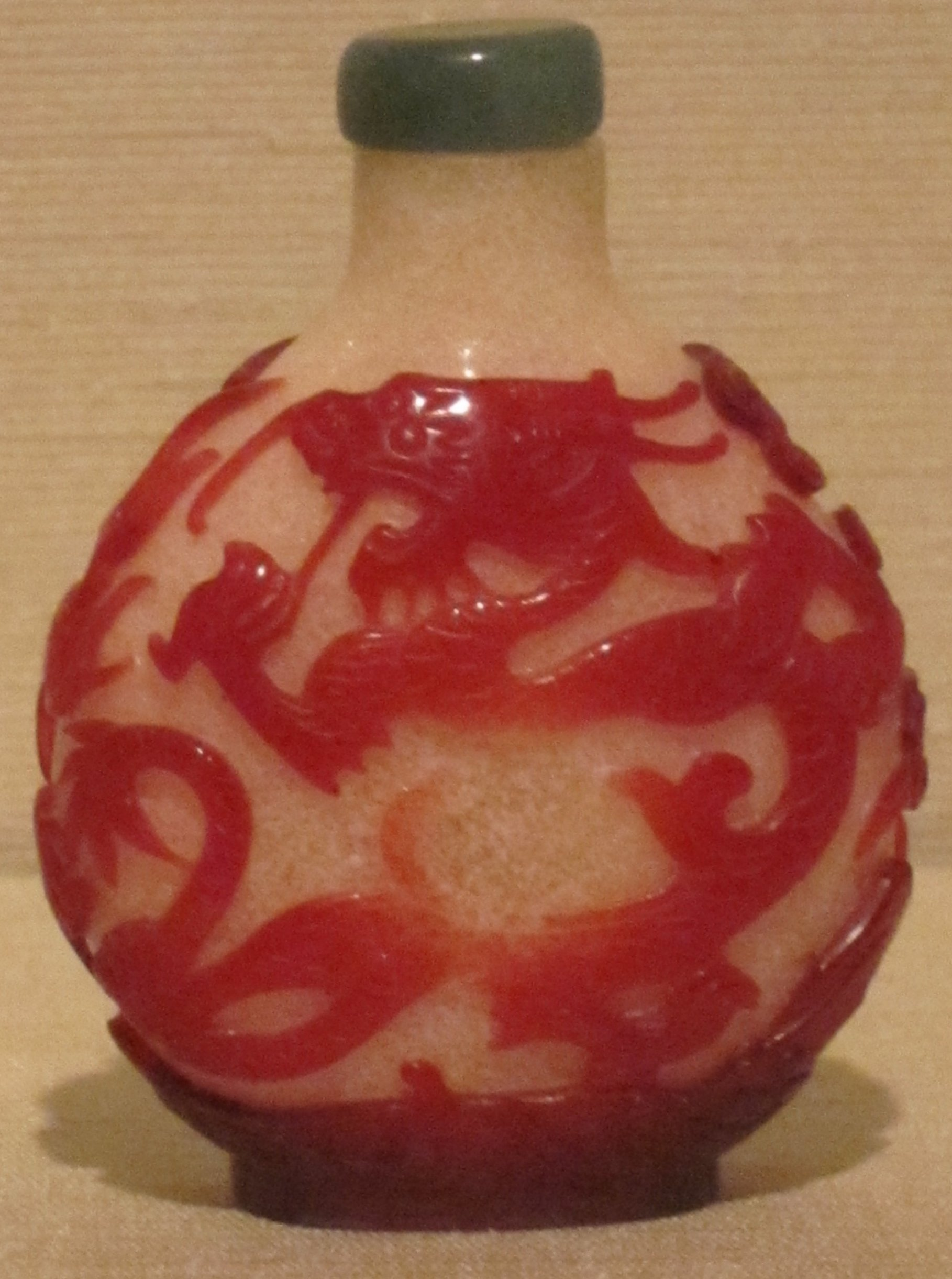
Стеклянный табачный флакончик XVIII века с жадеитовой пробкой, Художественный музей Гонолулу

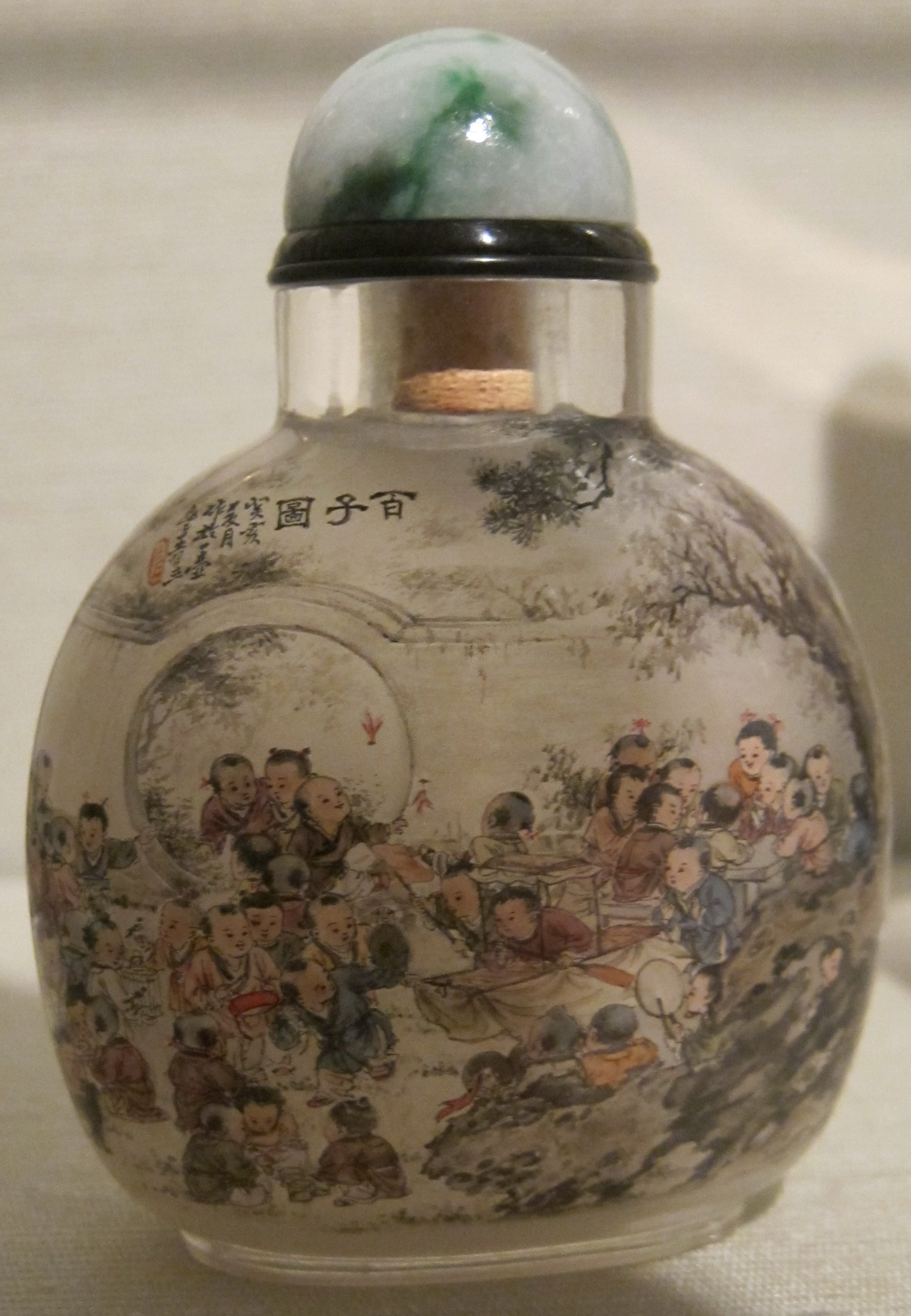
Стеклянный табачный флакончик с внутренней росписью, конец XIX века, с жадеитовой пробкой, Художественный музей Гонолулу

Табачный пузырёк (англ. snuff bottle) — маленький флакон, предназначенный для хранения нюхательного табака. В крышке табачного пузырька находится ложечка из слоновой кости, металла или дерева, с помощью которой извлекается порция табака для употребления.

## История
Табак был завезён в Китай предположительно португальскими торговцами в конце XVI в. и первое время экспортировался в страну из Филиппин, где португальцами были заложены табачные плантации. Поначалу курение табака в Китае преследовалось властями, а в 1639 году торговля им была и вовсе запрещена. Со второй половины XVII в. табак стали выращивать и в самом Китае, на острове Тайвань. Обычай употребления нюхательного табака стал постепенно распространяться в Китае с воцарением и укреплением манчжурской династии Цин. Известно, что в 1684 году иезуиты преподнесли нюхательный табак в подарок императору Канси. Европейская табакерка в Китае не прижилась, и ёмкостью для хранения нюхательного табака была выбрана традиционная китайская бутылочка для лекарств. Самые ранние китайские табачные флакончики (первоначально только из стекла и фарфора) датируются первым десятилетием XVIII в. Первые цинские императоры (Канси, Юнчжэн и Цяньлун) были страстными коллекционерами табачных флакончиков, которые изготавливались для них и двора в императорских мастерских лучшими мастерами. Со второй половины XVIII в. привычка употребления нюхательного табака вошла в моду среди знати и высокопоставленных чиновников в Пекине, а затем постепенно и во всей стране. Обладание редкими табачными флакончиками стало признаком высокого социального ранга и престижа своего владельца. Их преподносили в качестве ценного подарка, а нередко даже и взятки. Так, известный своей коррупцией первый министр Хэшэнь был обладателем коллекции из 2309 изысканных табачных флакончиков, которые после его вынужденной смерти были распроданы на открытом аукционе.
Табачные флакончики использовались не только в Китае — они распространились на многие страны Юго-Восточной Азии, например, использовались в Японии и Индии.
Популярность табачных флакончиков переживает второе рождение в XIX в. в Великобритании, в эпоху Королевы Виктории, когда китайские диковины становятся очень модными в высшем свете.
Сегодня табачные флакончики по-прежнему выпускаются в качестве сувениров. Старинные изделия, особенно XVIII — начала XIX вв., являются весьма популярным предметом коллекционирования. Во многих странах мира созданы объединения и ассоциации ценителей этих объектов китайского прикладного искусства.

## Характеристики
Табачный флакончик был небольших размеров (4-8см), китайцы носили его в длинных рукавах традиционной китайской одежды, не имевшей карманов. Однако с распространением употребления нюхательного табака к концу XVIII в. стали изготавливать табачные флакончики и для домашнего хранения табака, их высота могла достигать 12-13 см. Материалом для их изготовления служили стекло, фарфор, металл (бронза, серебро, олово, очень редко золото), полудрагоценные камни (нефрит, горный хрусталь, халцедон, бирюза, жадеит, яшма, янтарь, лазурит и другие), исинская керамика, материалы органического происхождения (бамбук, дерево, слоновая кость, черепаха, лак, коралл, перламутр), а также другие материалы. Китайские табачные флакончики изготавливались с присущими китайским мастерам тонким художественным вкусом, искусностью и необычайным богатством фантазии. При этом использовались техники резьбы, гравировки, а также росписи подглазурными и эмалевыми красками, популярны были и флаконы из стекла и фарфора, имитирующие различные природные материалы, например минералы, дерево и лак.

## Галерея

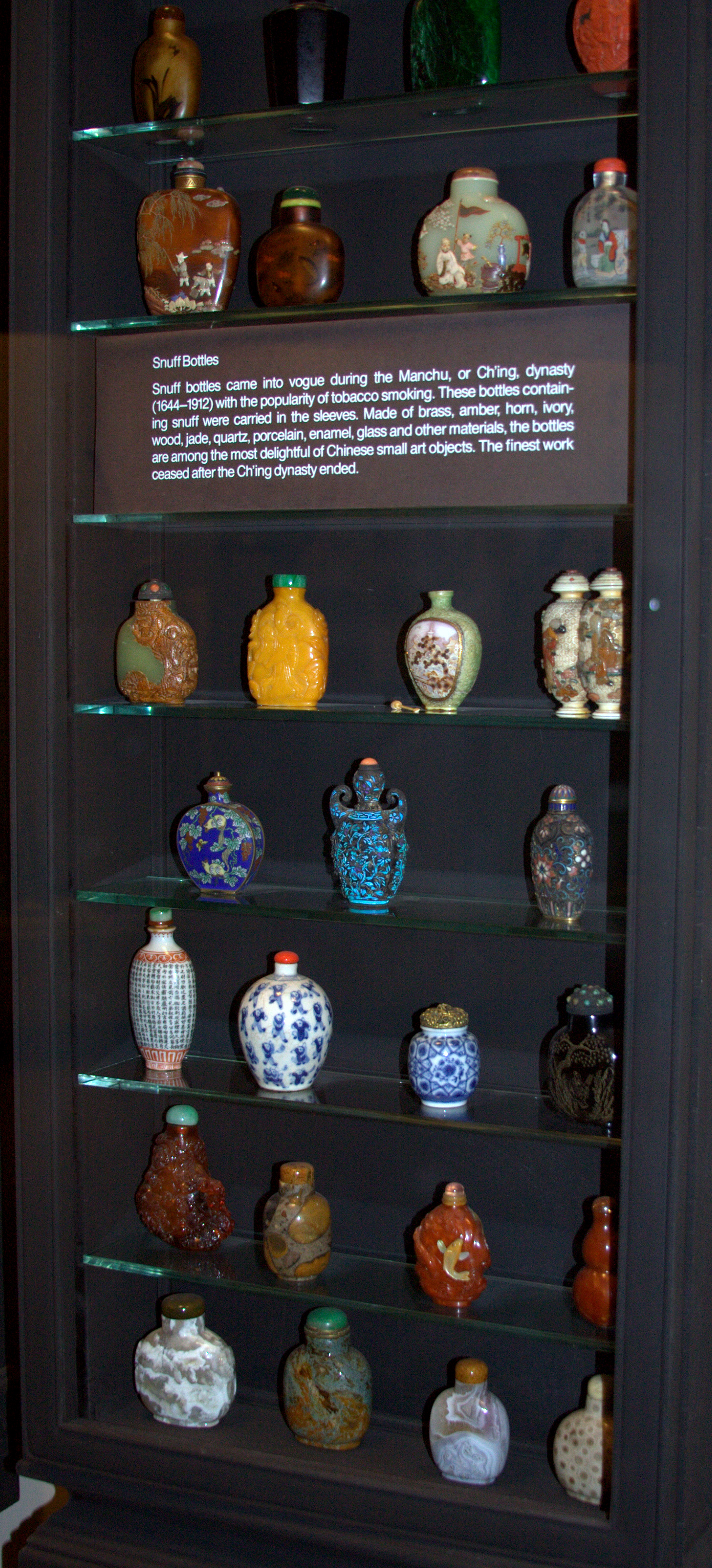
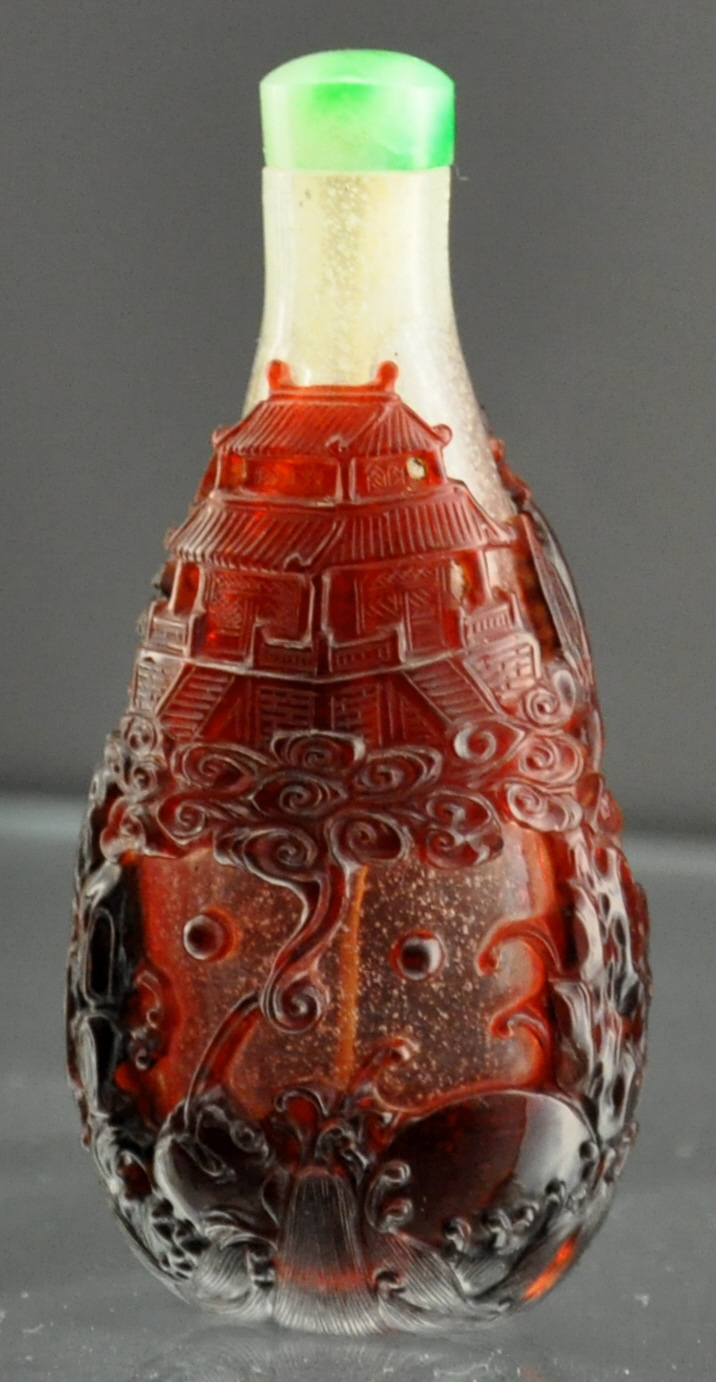
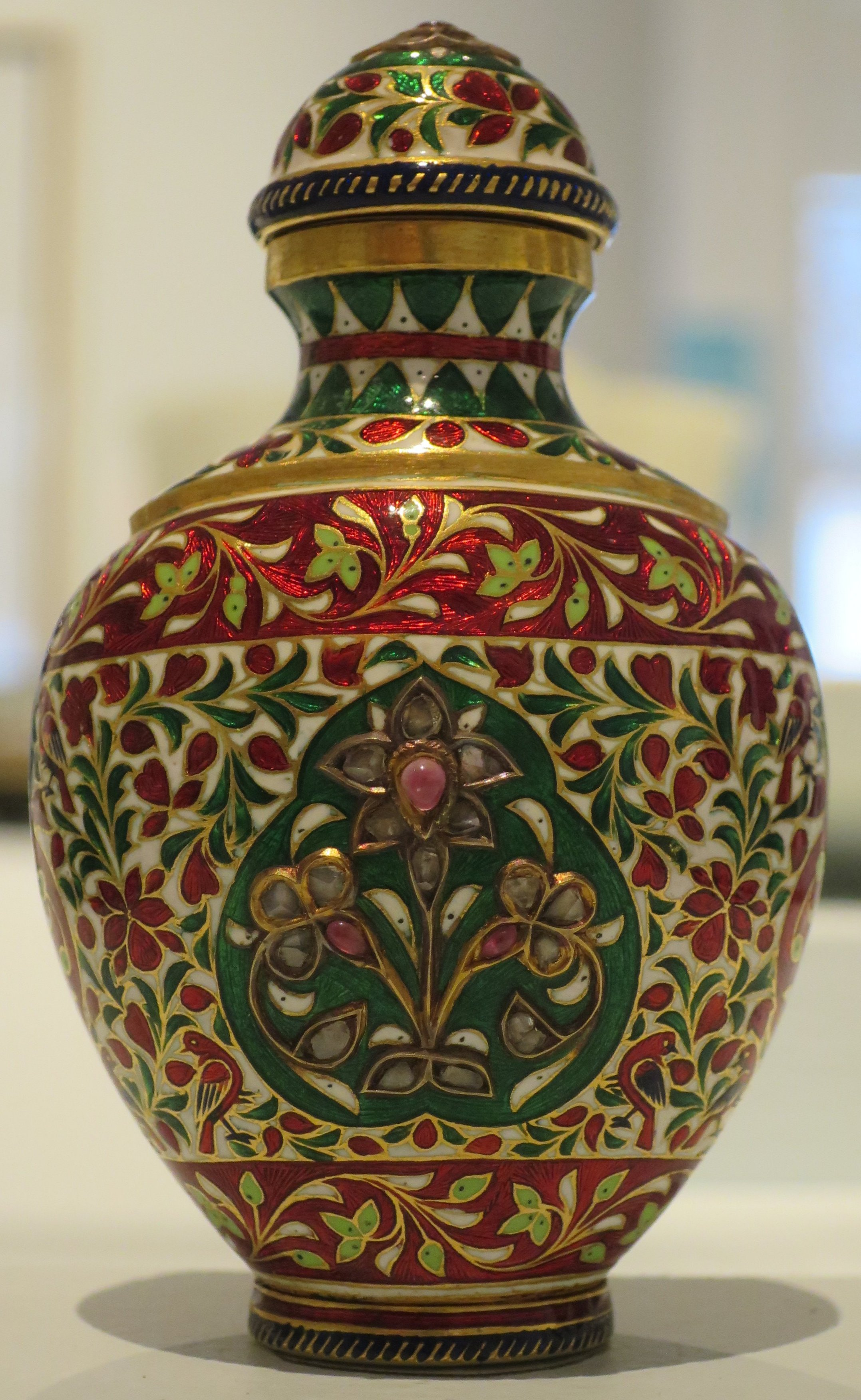
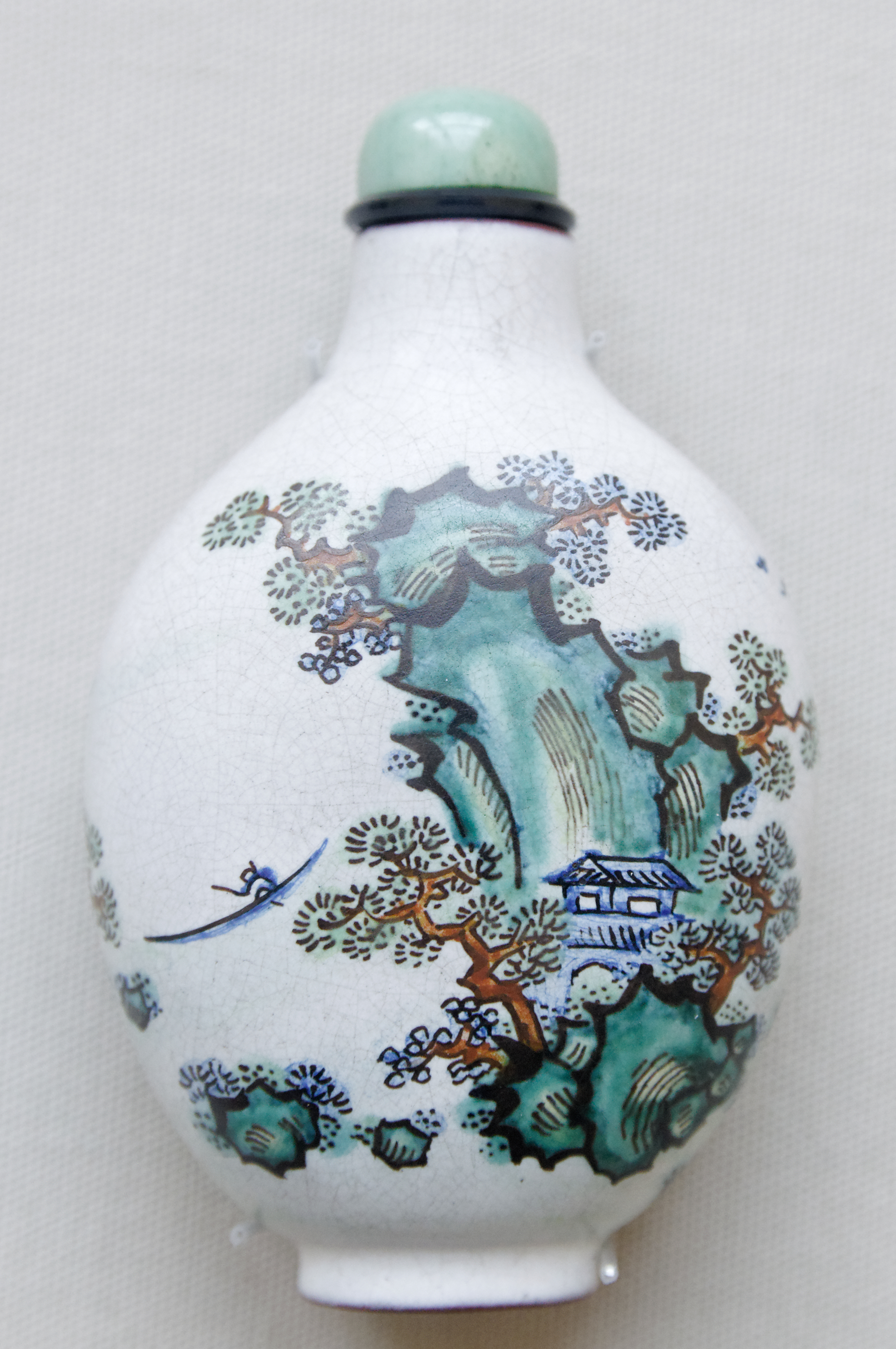
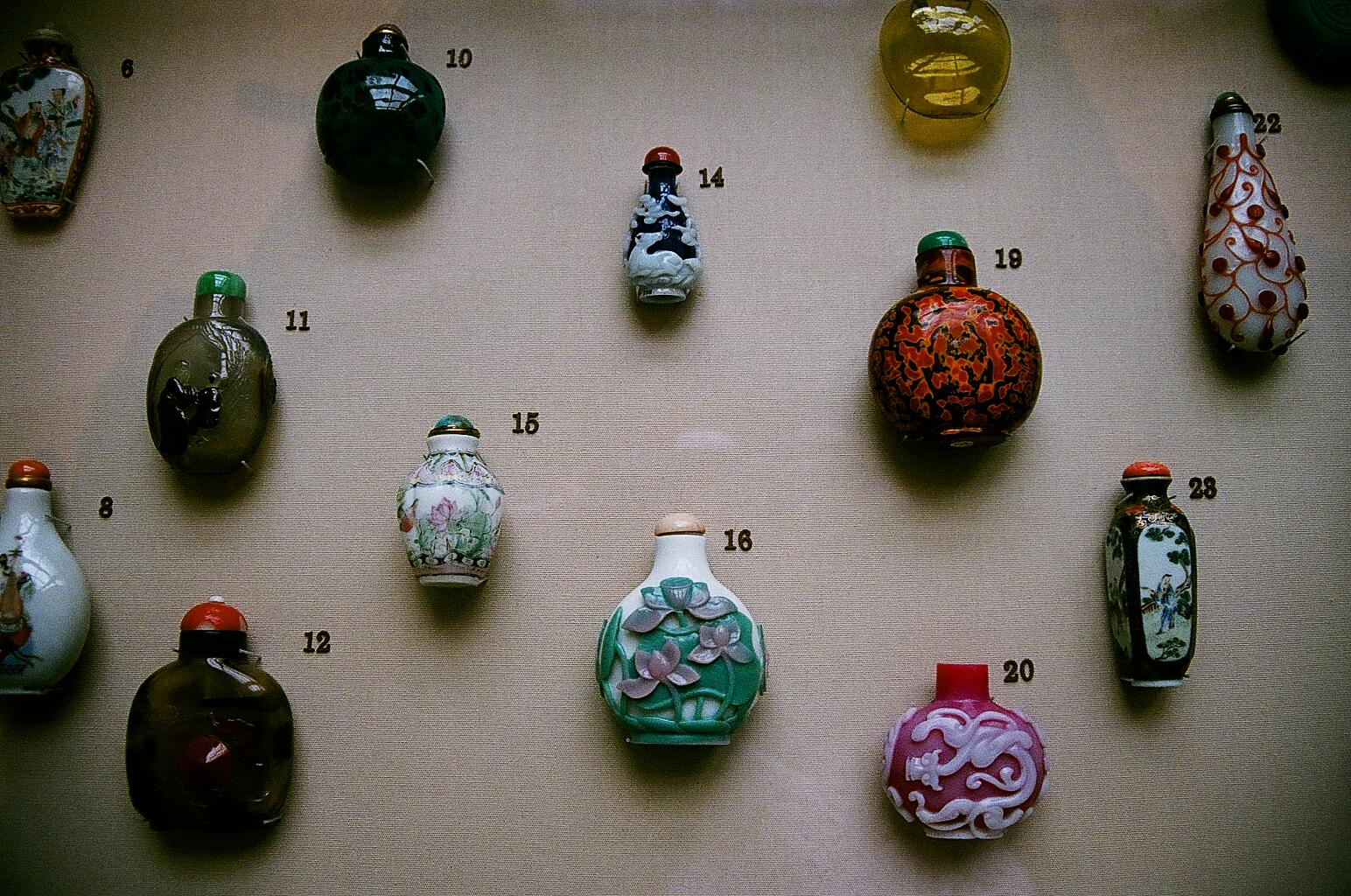
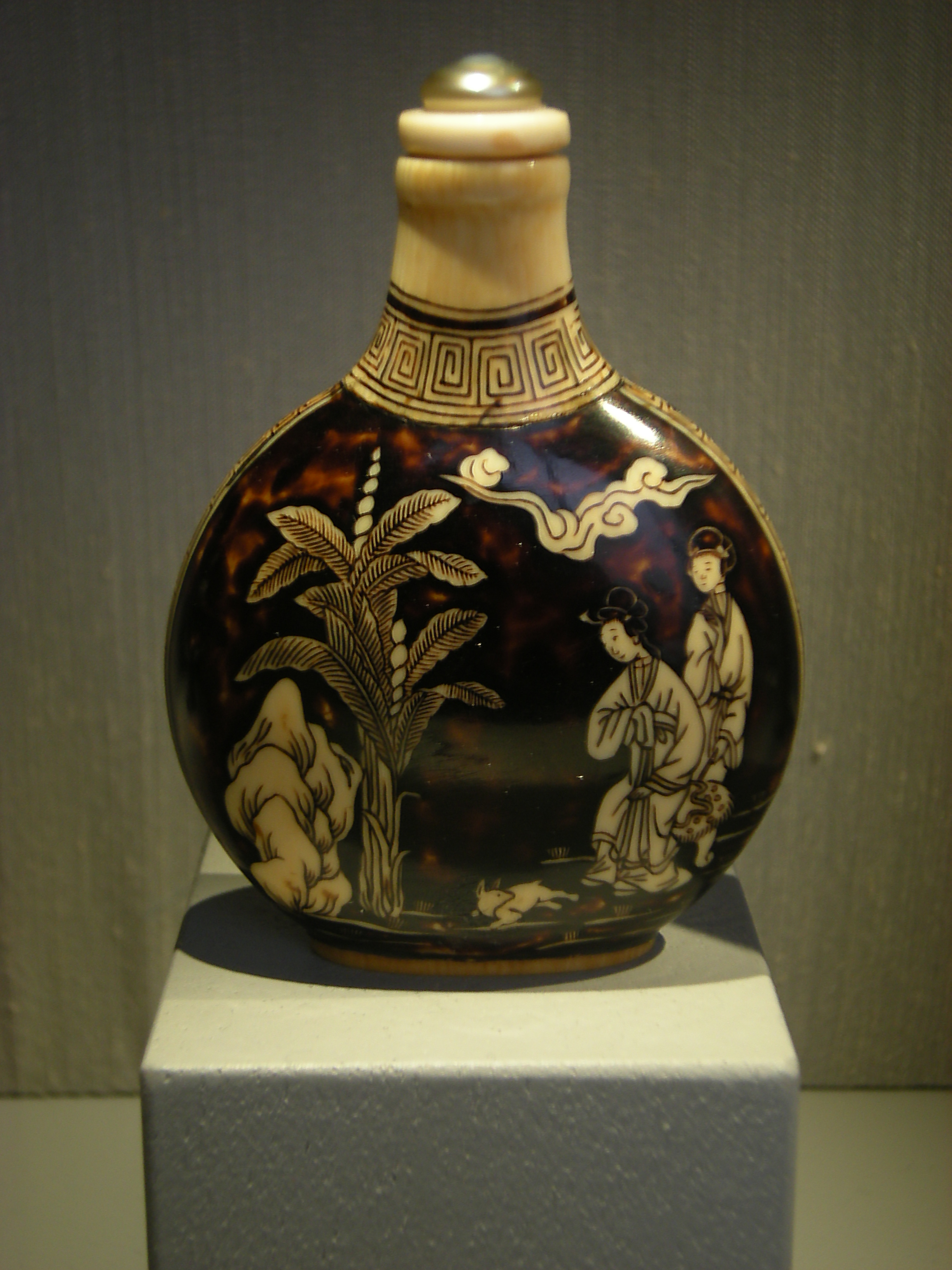
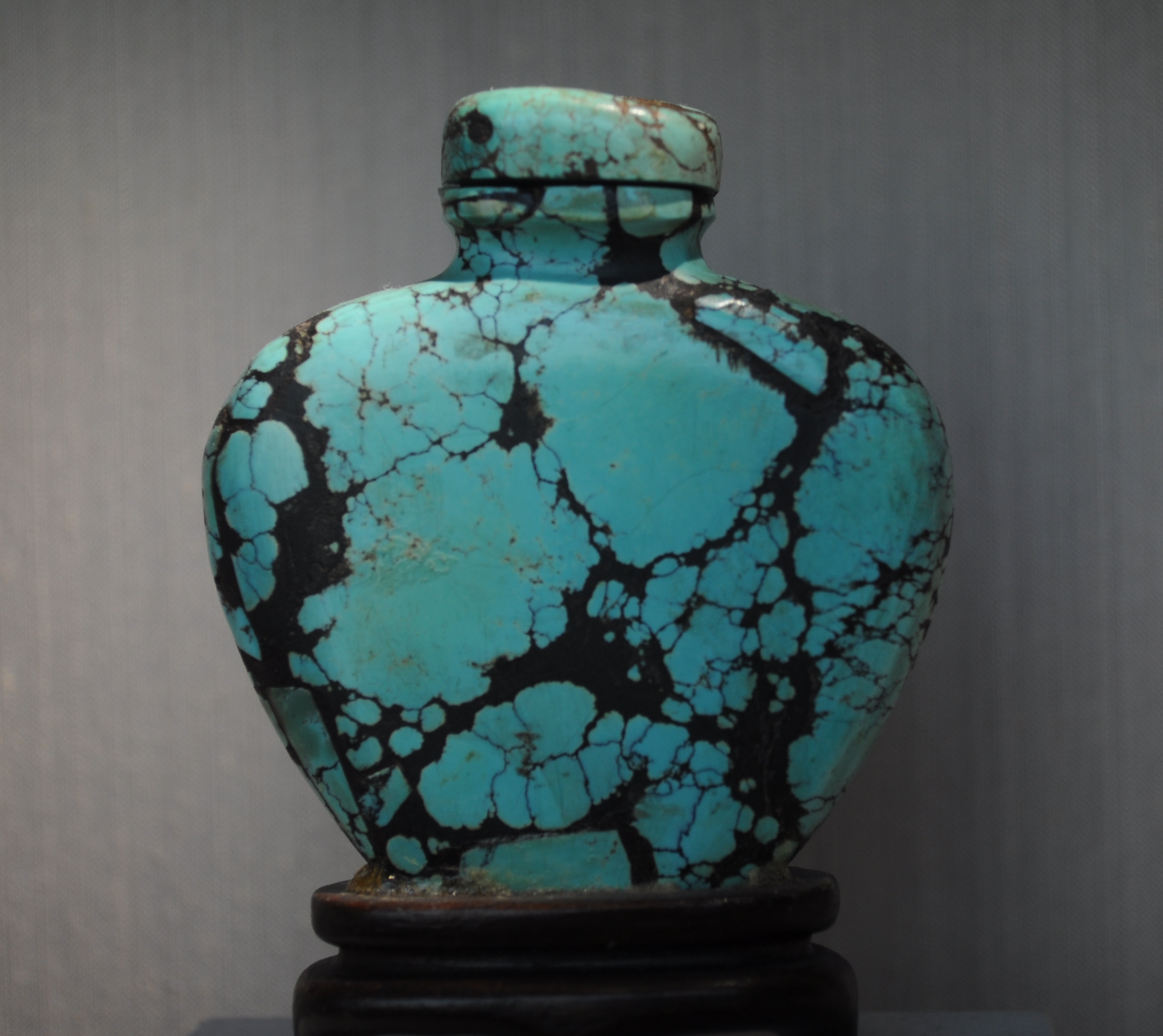
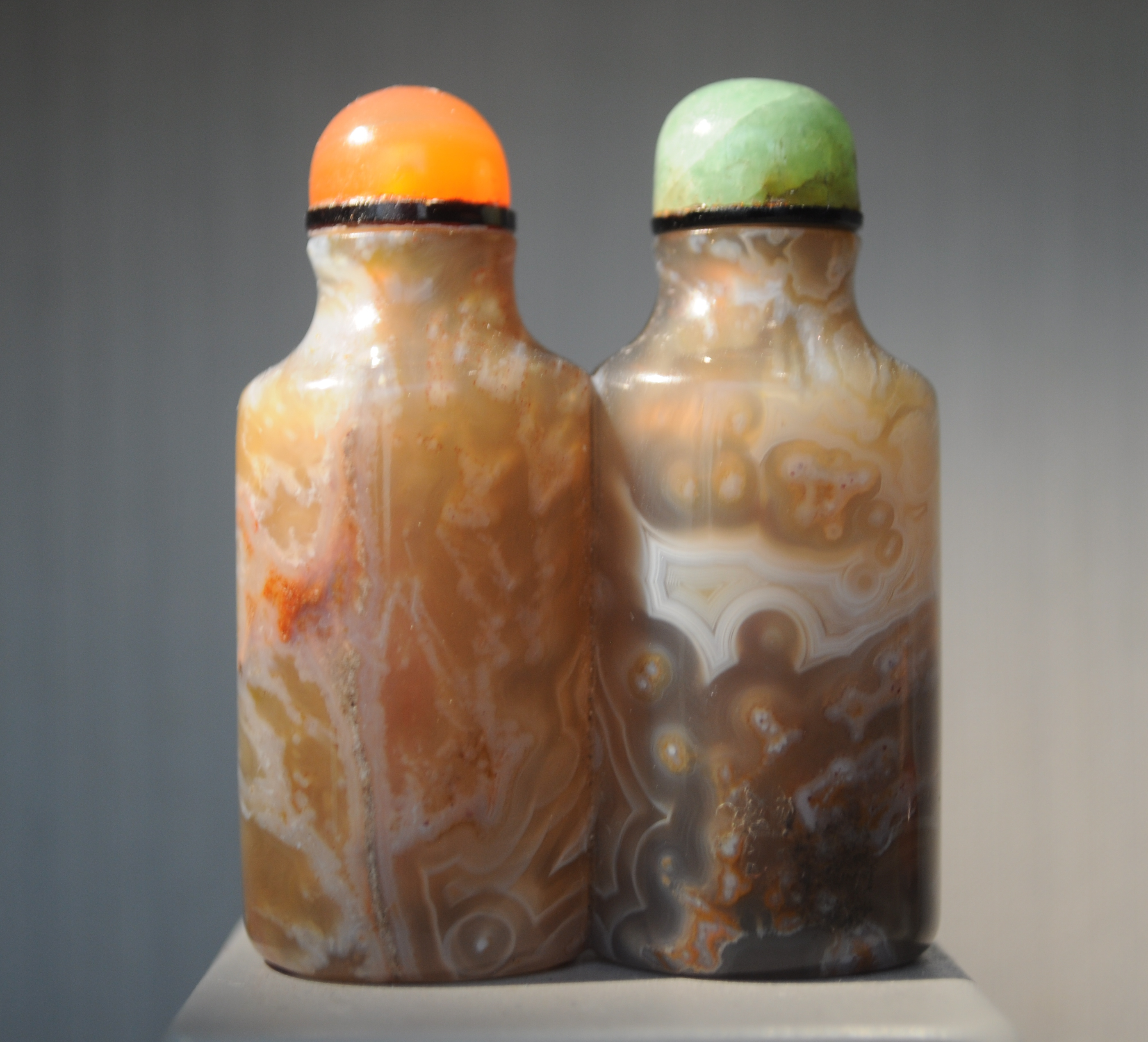
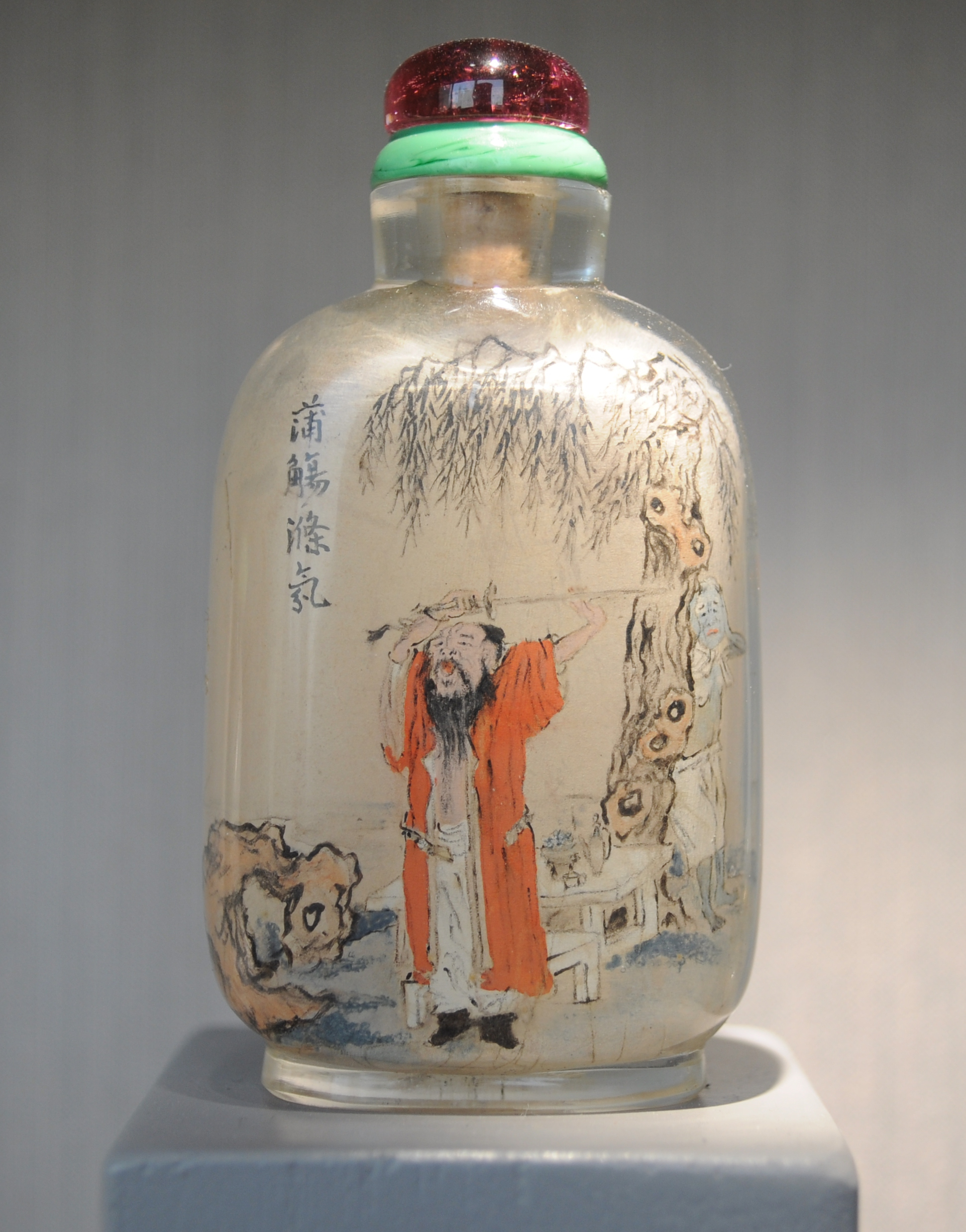
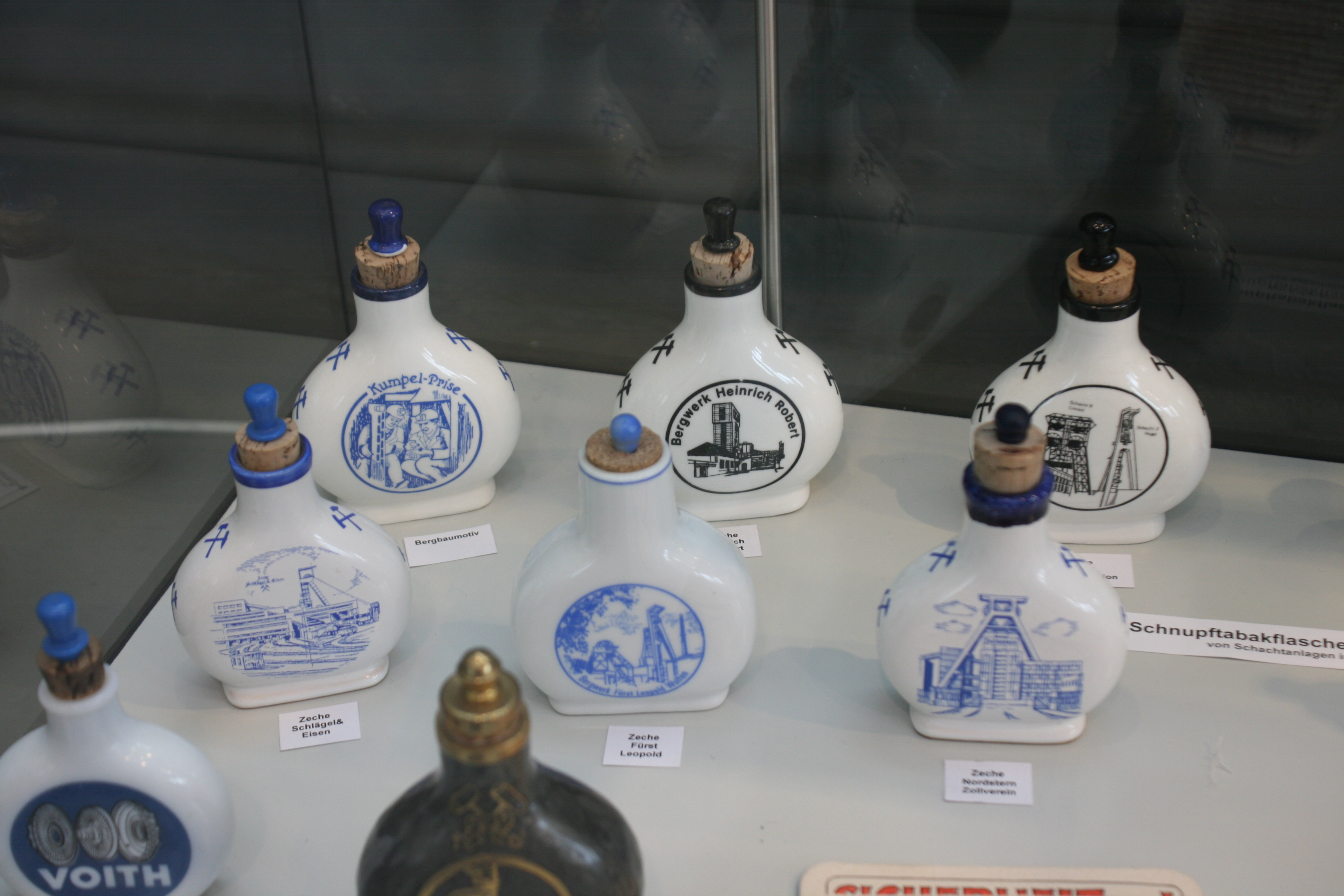
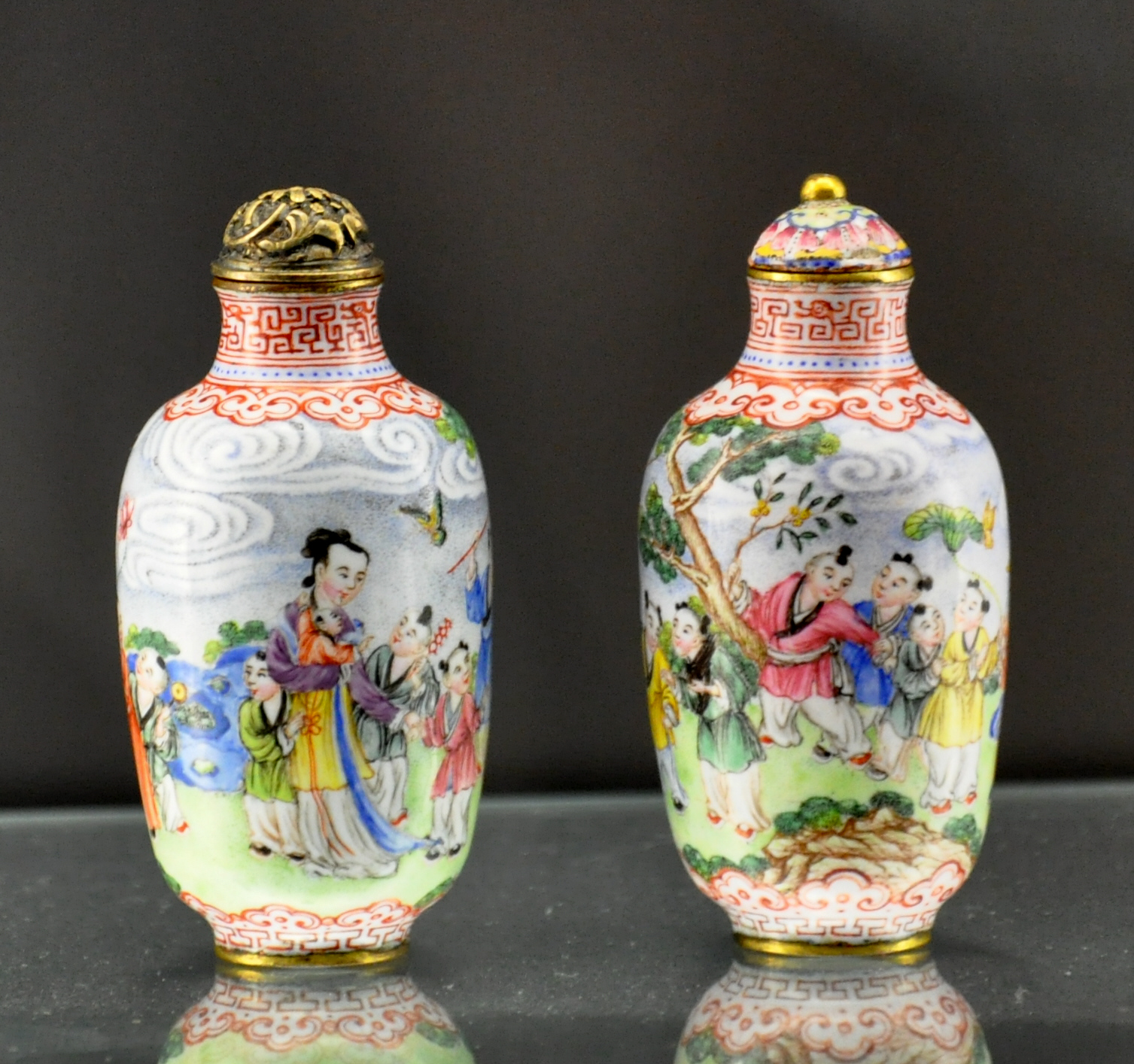
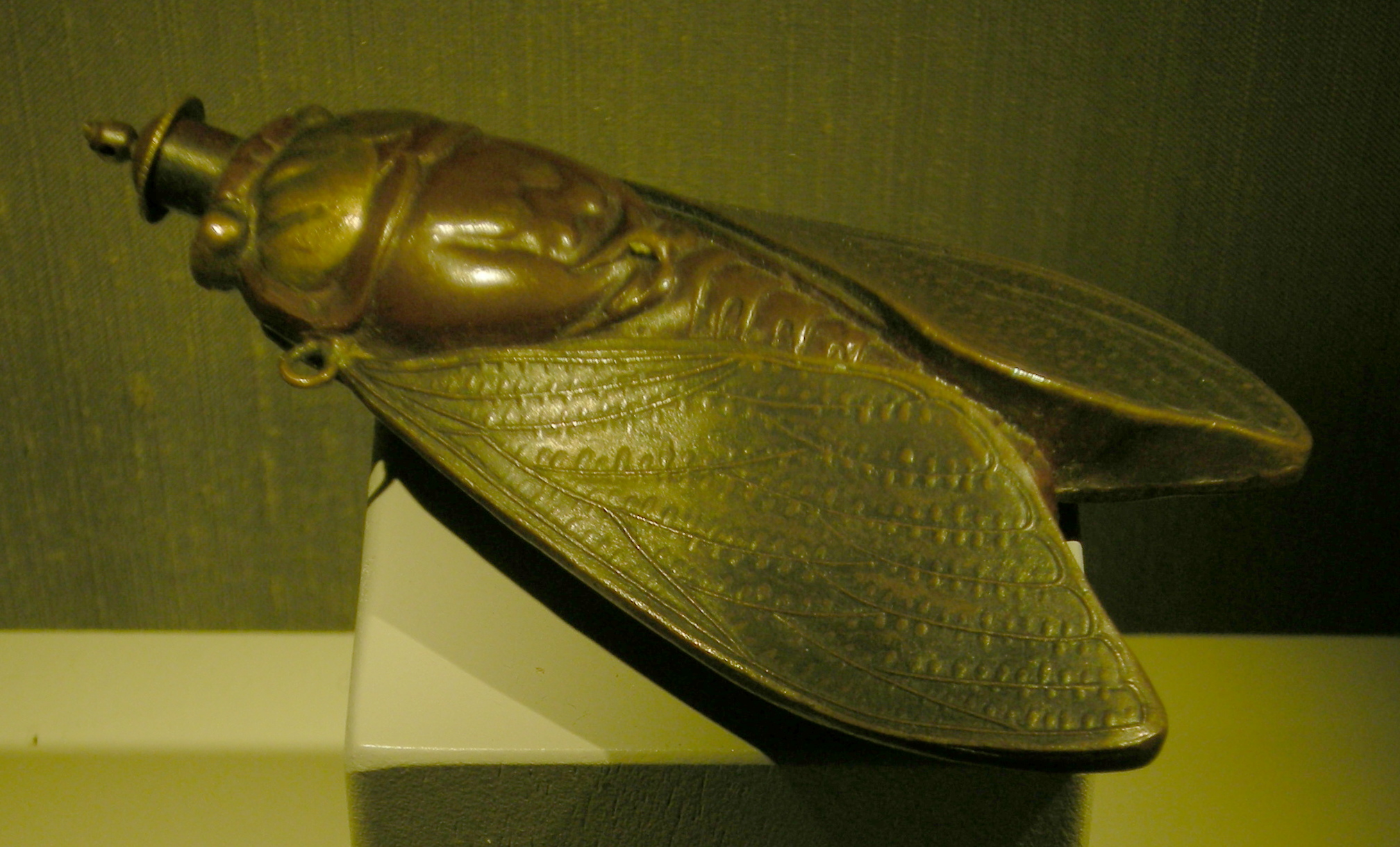
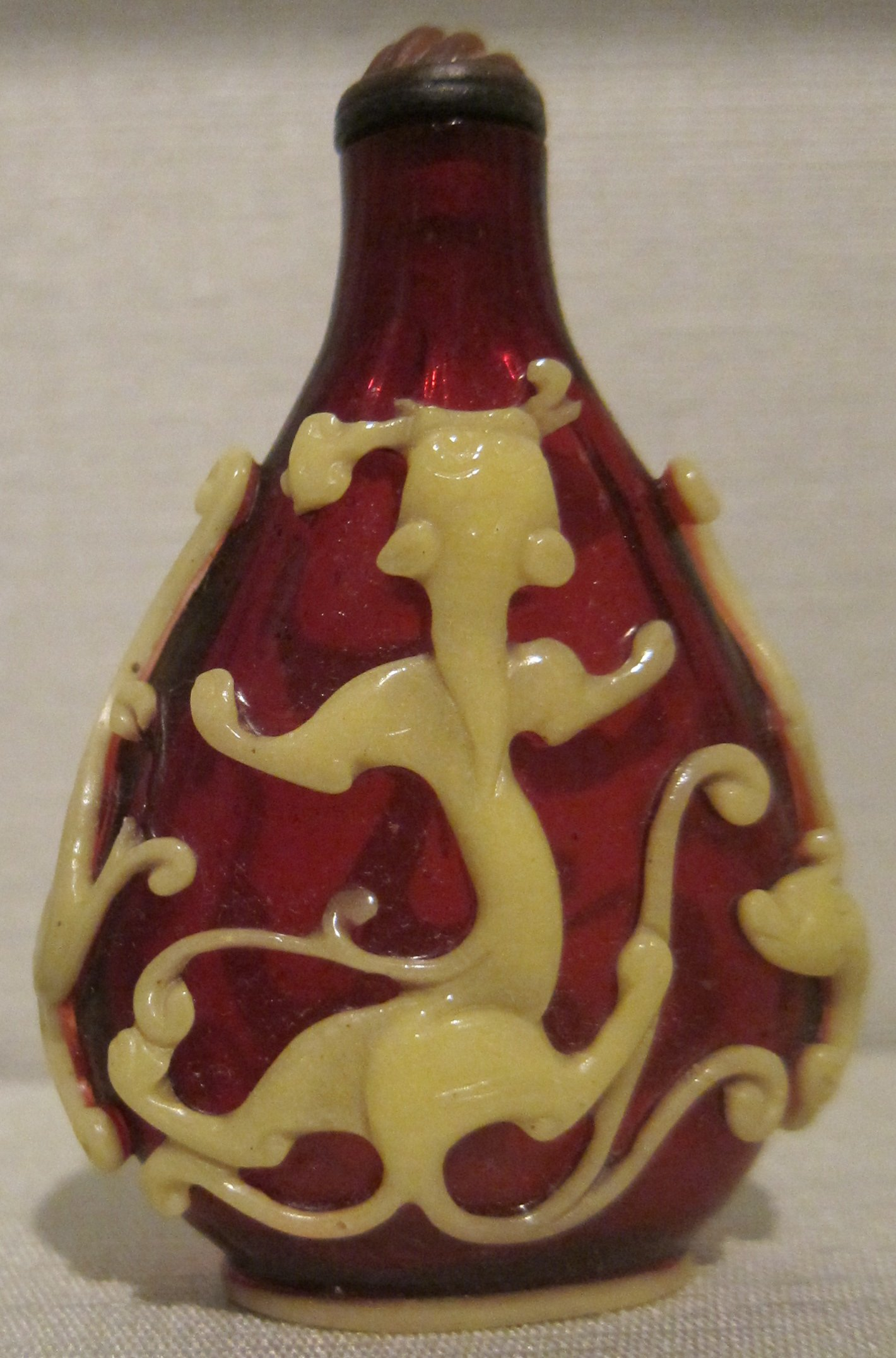
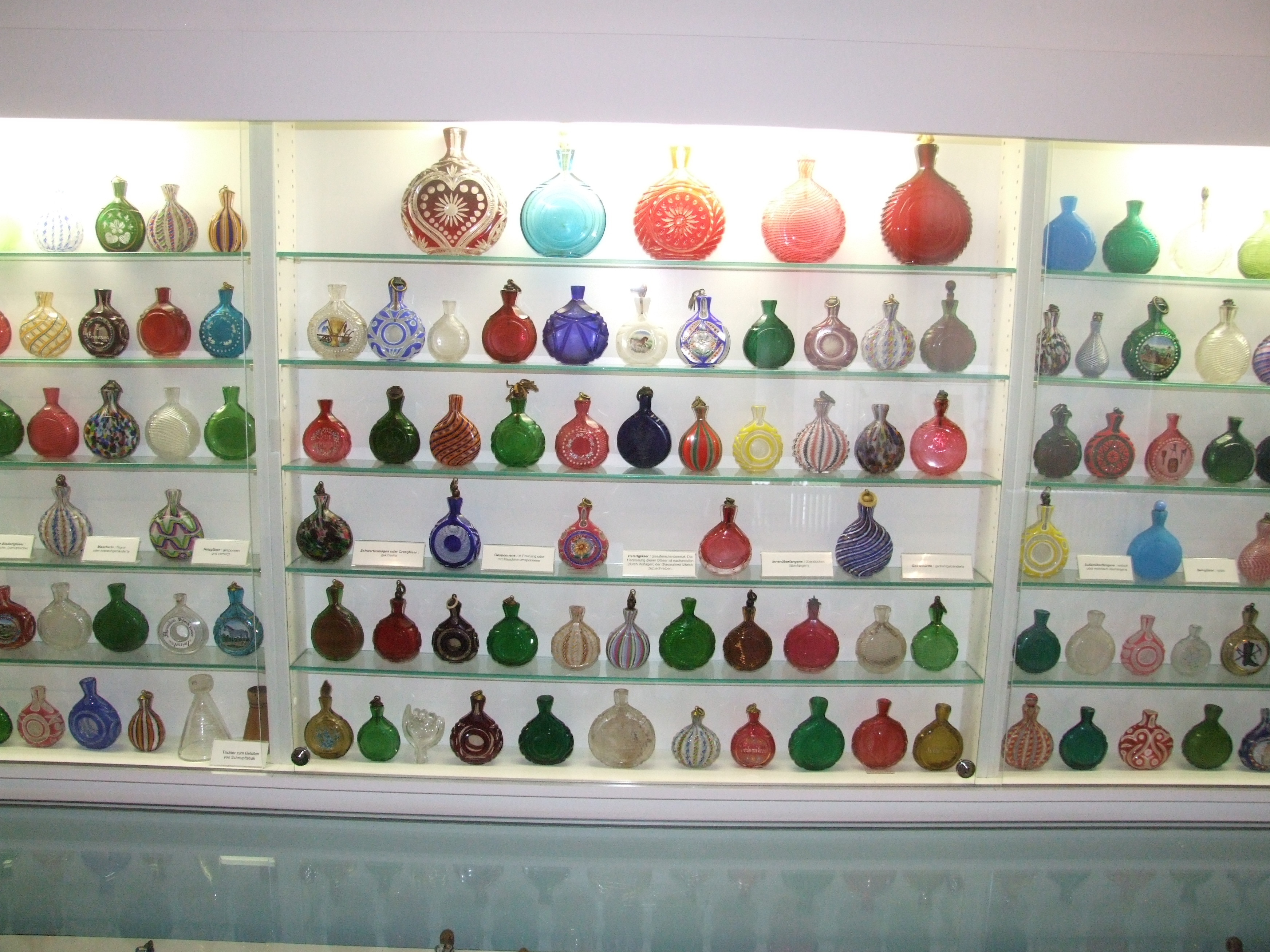